# Goračići
Goračići (cyr. Горачићи) – wieś w Serbii, w okręgu morawickim, w gminie Lučani. W 2011 roku liczyła 1082 mieszkańców.